# Rio Imjin
O Rio Imjin é um rio da Coreia do Sul e Coreia do Norte. O rio é um local onde ocorreram duas grandes batalhas: a Batalha do Rio Imjin, durante sete anos, em 1592, e também  a Guerra da Coreia. Cruza a Zona Desmilitarizada da Coreia.

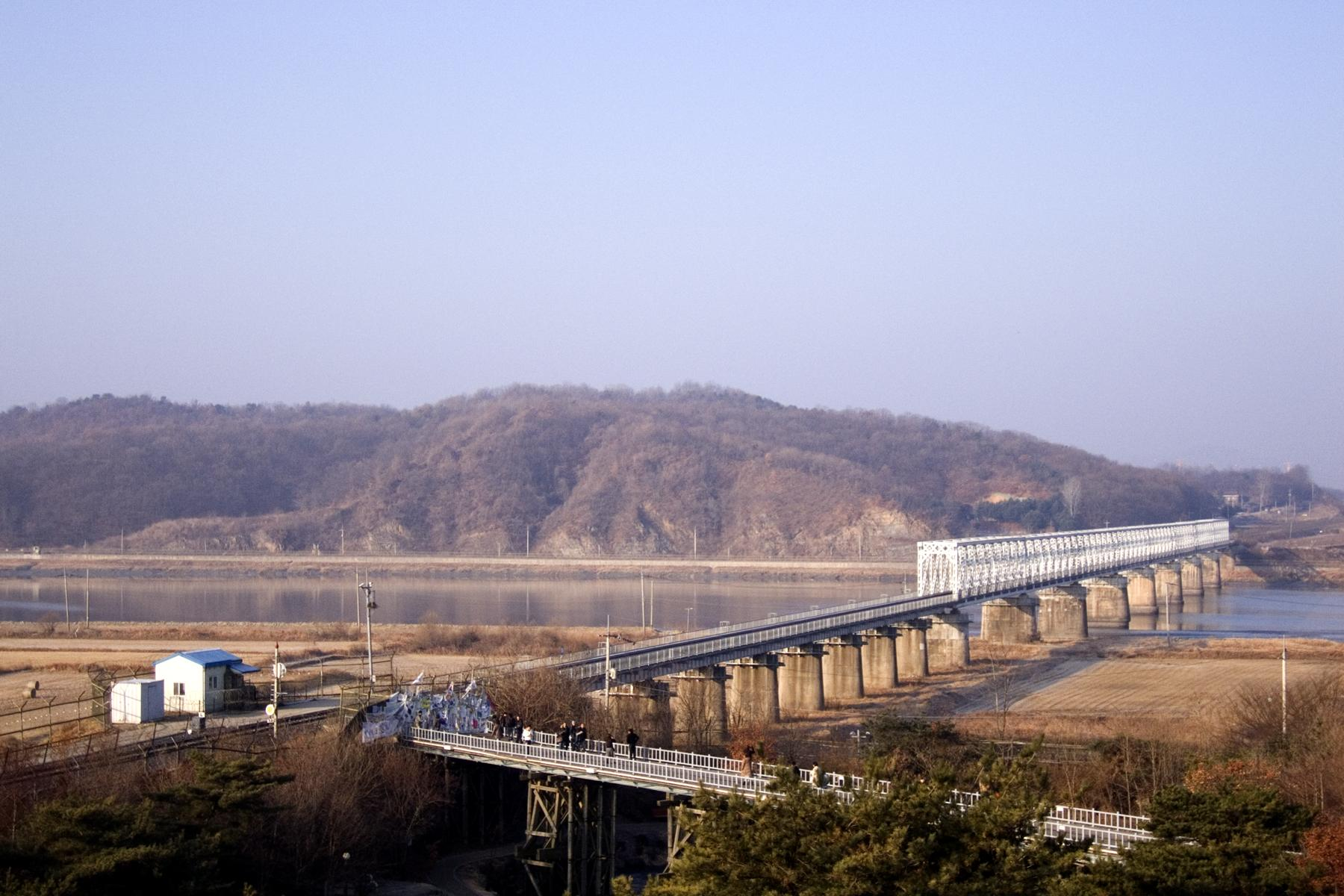
O Imjin